# Đệ Nhất Cộng hòa Brasil
Đệ Nhất Cộng hoà Brasil (tiếng Pháp: República Velha, phát âm tiếng Bồ Đào Nha: [ʁeˈpublikɐ ˈvɛʎɐ], "Cựu Cộng hoà") là giai đoạn của Lịch sử Brasil từ năm 1889 đến năm 1930. Nền Cộng hoà Velha kết thúc năm 1930 với cuộc đảo chính quân sự, còn được biết đến Cách mạng Brazil 1930 và thành lập chính quyền
độc tài Getúlio Vargas.